# ハコネサンショウウオ
ハコネサンショウウオ（黒魚、箱根山椒魚,Onychodactylus japonicus）は、両生綱有尾目サンショウウオ科ハコネサンショウウオ属に分類される有尾類。

## 分布
日本（本州）の固有種。種小名japonicusは「日本の」の意。西日本の分布は不連続。

## 形態
全長10-19センチメートル。胴体側面にそれぞれ入る皺（肋条）は14-15本。
ハコネサンショウウオ属内では少なくとも本種は発生の途中で肺の原型が形成されるが、発生の進行に伴い消失する。
卵は球形で直径0.5センチメートル、白や淡黄色。オスの後肢は繁殖期には肥大化し、後肢の掌や趾基部に角質の突起が現れる。

## 分類
分子系統学的解析から、複数の隠蔽種（近畿個体群、中国地方個体群）が同所的に分布していると考えられている。2012年に東北地方北部個体群がキタオウシュウサンショウウオO. nipponoborealis、2013年に筑波山個体群がツクバハコネサンショウウオO. tsukubaensis、四国と中国山地西部、岡山県の一部個体群（中国山地や岡山県では本種と同所的に分布）がシコクハコネサンショウウオO. kinneburiとして分割・記載され独立種となった
。

## 生態
標高500-2,500メートルの山地にある森林に生息する。外敵としては哺乳類（オコジョ、カワネズミ、テン）、ヤマカガシ、魚類（イワナ、ヤマメ）などが挙げられる。
食性は動物食で、昆虫やクモ、巻貝、魚類などを食べる。
繁殖形態は卵生。繁殖期は4-8月（石川県の個体群の観察例では初夏と晩秋に繁殖した例もある）渓流の源流部の湧水中や伏流水中で産卵が行われる。石の下や隙間に5-7個の卵嚢を生むが、外観からは見えない。

## 人間との関係
福島県檜枝岐村では本種を6-7月のみ郷土料理とする。調理方法としては燻製や天ぷら、唐揚げなどがある。
森林伐採、河川開発、水質汚染などにより、生息数が減少している地域もある。茨城県、京都府、和歌山県では絶滅危惧Ⅰ類、その他多数の都府県で絶滅危惧Ⅱ類から準絶滅危惧に指定されている。